# Omosessualità e protestantesimo
La questione della compatibilità tra fede cristiana e omosessualità è un argomento controverso (anche se non sempre dibattuto apertamente) all'interno di molte realtà protestanti: esistono diverse pubblicazioni a carattere teologico in merito, in molte chiese sono stati istituiti tavoli di riflessione anche a carattere interdenominazionale, ma di fatto non esiste un'opinione unanimemente condivisa tra i membri delle chiese protestanti.
Alcune denominazioni (chiese pentecostali, evangelicali, diverse Chiese libere, etc.) ritengono l'omosessualità sicuramente un peccato e chiamano quindi gli omosessuali, o almeno coloro che intendano entrare a far parte di queste chiese, a rinunciare al loro orientamento sessuale.
Altre chiese, soprattutto i luterani e le chiese riformate ("protestantesimo storico"), hanno un orientamento più aperto, che spesso sta sfociando anche in prese di posizione ufficiali; il dibattito sulla benedizione di coppie omosessuali e sull'ammissione al ministero pastorale di persone dichiaratamente omosessuali è ancora aperto.

## In Italia
In termini numerici, le denominazioni protestanti più grandi in Italia sono rappresentate dalle Chiese che si riconoscono nel movimento pentecostale (in particolare quelle che fanno parte delle Assemblee di Dio in Italia) o in quello evangelicale.  Nell'ambito di queste Chiese, la posizione sull'omosessualità è di chiusura pressoché totale: il credente LGBT è normalmente invitato a pentirsi e ad abbandonare la propria condizione di "non-eterosessuale", o perlomeno a scegliere l'astinenza sessuale.  Talvolta sono praticate preghiere di guarigione o veri e propri esorcismi per guarire dall'omosessualità, e le terapie riparative sono esplicitamente incoraggiate.
Tra le denominazioni italiane invece più disponibili al dialogo e ad un atteggiamento accogliente ci sono le chiese valdese e metodista, le chiese battiste che aderiscono all'UCEBI e la chiesa luterana.  Pur essendo numericamente esigua, la Chiesa Evangelica Valdese è la confessione protestante più antica in Italia.
Una sessione congiunta del Sinodo delle chiese valdesi e metodiste e dell'Assemblea generale dei Battisti, riunita a Roma nel 2007, in seguito ad una riflessione avvenuta a livello locale e regionale, ha affermato ufficialmente che "l'essere umano è fondamentalmente un essere in relazione con Dio e con il suo prossimo e ogni relazione umana d'amore, vissuta in piena reciprocità e libertà, è sostenuta dalla promessa di Dio".  Per questo motivo tutte le chiese locali sono state invitate "a sostenere e promuovere concretamente, nell'ottica di uno Stato laico, progetti e iniziative tesi a riconoscere i diritti civili delle persone e delle coppie discriminate sulla base dell'orientamento sessuale".  Ugualmente, invitando tutti "ad una lettura approfondita ed esegeticamente attenta della Scrittura", l'assise ha pubblicamente denunciato "il peccato della discriminazione delle persone omosessuali e delle sofferenze imposte loro dalla mancanza di solidarietà" e ha invitato le chiese "ad accogliere le persone omosessuali senza alcuna discriminazione".
La chiesa valdese si impegna attivamente nella lotta all'omofobia e nel supporto alla comunità LGBT. Il 26 agosto 2010 il Sinodo della Chiesa evangelica valdese ha approvato un ordine del giorno che consente la benedizione di coppie dello stesso sesso, «laddove la chiesa locale abbia raggiunto un consenso maturo e rispettoso delle diverse posizioni». Il Sinodo valdese 2015 ha approvato una liturgia per la benedizione delle coppie dello stesso sesso.

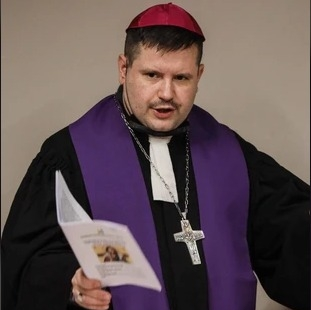
Andrea Panerini, vescovo della Chiesa Protestante Unita

La Chiesa evangelica luterana in Italia (CELI) ha ugualmente approvato il 14 maggio 2011 un documento che afferma l'equiparazione delle comunioni di vita omosessuali a quelle eterosessuali, e di conseguenza apre la benedizione a qualsiasi tipo di coppia in varie forme di comunione di vita, senza discriminazioni.
Nell'ambito del mondo protestante italiano sono attive due organizzazioni interdenominazionali che si occupano di fede e omosessualità, la Rete evangelica fede e omosessualità (Refo) (la più antica, nata nel 1998) e l'Associazione "Fiumi d'Acqua Viva" 
Dal 2017 è presente in Italia anche la Chiesa Protestante Unita, che supporta esplicitamente il movimento LGBTQ e che celebra i matrimoni tra persone dello stesso sesso. Il 31 ottobre 2021 ha eletto il primo vescovo dichiaratamente gay nelle Chiese cristiane d'Italia, Andrea Panerini.
Anche i Quaccheri, presenti in Italia soprattutto in due comunità a Bologna e a Roma, si sono dimostrati molto tolleranti su questo argomento.  Sin dagli anni Sessanta, infatti, i Quaccheri concedono benedizioni religiose per le coppie gay che scelgono di rendere definitivo il loro rapporto e professano che non esista differenza tra eterosessuali e omosessuali.
Dal 2015 esiste in Italia una comunità delle Metropolitan Community Churches (MCC) a Lecco.

## Negli Stati Uniti d'America
Negli Stati Uniti la pratica religiosa domenicale interessa più del 37% della popolazione cristiana (mentre in Italia si attesta sul 20% circa).
Molte chiese protestanti storiche aprono le loro porte alla comunità omosessuale.  Si veda per esempio, la dichiarazione "Human Sexuality: Gift and Trust" della Chiesa evangelica luterana in America, la più grande denominazione luterana negli Stati Uniti, o la pagina "LGBT in the Church" dal sito ufficiale della Chiesa episcopale degli Stati Uniti d'America.  La Chiesa unita di Cristo, la principale denominazione riformata degli Stati Uniti, della quale è membro il presidente Barack Obama, è per definizione congregazionalista, e quindi le posizioni di una Chiesa locale non possono essere imposte ad altre comunità.  Tuttavia il Sinodo generale di questa Chiesa ha approvato già nel 1985 una risoluzione che incoraggiava le comunità a praticare l'accoglienza e il riconoscimento delle persone LGBT, e concretamente a non discriminarle negli ambiti del lavoro alle dipendenze delle chiese, delle attività di volontariato e del diventare membri di Chiesa.  Nel 2005 il Sinodo ha incoraggiato le comunità ad adottare i diritti per il matrimonio egualitario per le coppie dello stesso sesso; diverse comunità acconsentono all'ordinazione pastorale di ministri omosessuali non celibi.
Gli Episcopaliani, in comunione con la chiesa anglicana, noti per la loro tolleranza, hanno al loro interno un'organizzazione gay denominata Integrity.  La decisione di ordinare il vescovo Gene Robinson, dichiaratamente gay, ha provocando numerose controversie con altre chiese della Comunione anglicana, che hanno portato anche a scismi interni alla chiesa episcopaliana stessa e tra questa ed altre chiese della comunione anglicana.
Il dibattito sulla benedizione delle coppie omosessuali è vivo anche nella chiesa Metodista.
Tra le chiese battiste americane esistono contrasti tra chiese nelle quali si ritiene che il cristianesimo e l'omosessualità siano reciprocamente incompatibili, e altre che invece ammettono anche persone omosessuali all'esercizio di ministeri ecclesiastici.
Sono tuttora ostili all'apertura agli omosessuali denominazioni cristiane più conservatrici, i Mormoni o i Testimoni di Geova.

### Appoggio di chiese cristiane alle "terapie riparative"
Negli Stati Uniti esistono organizzazioni di ispirazione cristiana (in grande maggioranza protestanti) che offrono corsi che, secondo quanto esse affermano, sarebbero in grado di modificare l'orientamento sessuale.
Il dibattito è ancora aperto, spesso in modo aspro, su queste organizzazioni, che non sono mai riuscite a fornire alcuna evidenza scientifica della reale efficacia di tali corsi. Inoltre alcune di esse sono state accusate di violenza psicologica verso soggetti (soprattutto minorenni) che non avevano affatto scelto liberamente di sottoporsi a questi trattamenti, nonché imputate di esercizio abusivo della professione medica.

### "Chiese LGBTQI"
Tra le molte chiese protestanti americane esistono anche "chiese LGBTQI" (o, più semplicemente, "chiese gay").  Molto popolari all'interno della comunità gay-lesbica e transgender, contano centinaia di migliaia di fedeli.  Si segnalano soprattutto la Metropolitan Community Church e la Universalist Church, che sono chiese esplicitamente ecumeniche e al loro interno contano anche persone transgender ordinate al ministero pastorale.